# Francesco Mezzadri
Pour les articles homonymes, voir Mezzadri.
Francesco Mezzadri est un physicien mathématique italien.

## Formation et carrière
Né a Parme, Mezzadri a obtenu son diplôme de lauréat de l'Université de Parme et a obtenu son doctorat de l'Université de Bristol sous la direction de Jonathan Keating en 1999 avec une thèse intitulée « Boundary Conditions for Torus Maps and Spectral Statistics » (« Conditions aux limites pour les cartes toriques et les statistiques spectrales »). Il est professeur à Bristol.

## Travaux
Il traite de la théorie des matrices aléatoires (y compris le lien avec l'entropie quantique des chaînes de spin), du chaos quantique et de la mécanique statistique.

## Prix et distinctions
En 2018, il a reçu le prix Fröhlich.

## Publications (sélection)
- avec JP Keating, JM Robbins : Quantum boundary conditions for torus maps, Nonlinearity, volume 12, 1999, p. 579
- avec JP Keating : Pseudo-symmetries of Anosov maps and spectral statistics, Nonlinearity, Volume 13, 2000, p. 747
- avec JP Keating : Random matrix theory and entanglement in quantum spin chains, Communications in Mathematical Physics, Volume 252, 2004, p. 543-579
- avec Nina Snaith (éd. ): Recent perspectives in random matrix theory and number theory, Cambridge UP 2005
- avec JP Keating : Entanglement in quantum spin chains, symmetry classes of random matrices, and conformal field theory, Phys. Rev. Letters, Tome 94, 2005, page 050501
- Editeur avec J. Brian Conrey, DW Farmer, Nina Snaith: Ranks of elliptic curves and random matrix theory, London Mathematical Society Lecture Note Series 341, Cambridge UP 2007
- How to generate random matrices from the classical compact groups, Notices of the American Mathematical Society, Volume 54, 2007, p. 592-604
- avec A.R. Its, MY Mo : Entanglement entropy in quantum spin chains with finite range interaction, Communications in Math. Phys., Vol. 284, 2008, p. 117-185
- avec LJ Brightmore, MY Mo: A matrix model with a singular weight and Painlevé III, Communications in Mathematical Physics, Volume 333., 2015, p. 1317-1364
- avec NJ Simm : Tau-function theory of chaotic quantum transport with beta = 1,2,4, Communications in Mathematical Physics, Volume 324, 2013, p. 465-513.